# Stateira II
För andra betydelser, se Stateira.
Stateira II, död 332 f.Kr., var en persisk drottning, gift med Dareios III.

## Biografi
Stateiras föräldrar är obekräftade men hon var möjligen sin makes syster, vilket var vanligt inom den persiska dynastin.
Stateira åtföljde år 333 tillsammans med sin svärmor (och möjligen mor) Sisygambis, sina döttrar och Parysatis II sin make till slaget vid Issos, där han besegrades av Alexander den store, som sedan tillfångatog dem alla sedan maken hade flytt. Dareios III försökte utan framgång få dem frigivna.
Alexanders goda behandling av dem blev berömd och gav honom mycket god publicitet, eftersom han hälsade dem med respekt och behandlade dem väl.
Stateira II avled i barnsäng år 332. Rykten uppkom om att barnet inte var hennes makes utan Alexanders.

## Barn
1. Stateira III
2. Drypetis